# Денисов, Игорь Николаевич (медик)
И́горь Никола́евич Дени́сов (3 сентября 1941, Свободный, Амурская область, РСФСР, СССР — 17 ноября 2021, Москва, Россия) — советский государственный деятель, деятель российской медицинской науки, министр здравоохранения СССР (1990—1991), академик РАМН (2000), академик РАН (2013).

## Биография
Родился в семье служащего. Русский. В 1964 году окончил Куйбышевский медицинский институт по специальности хирург, медик. Доктор медицинских наук. Профессор.
- В 1964—1966 годах — клинический ординатор кафедры Куйбышевского медицинского института.
- В 1966—1967 годах — врач-ординатор клиники факультетской хирургии Куйбышевского медицинского института.
- В 1967—1973 годах — аспирант, ассистент кафедры Куйбышевского медицинского института.
- В 1973—1978 годах — секретарь парткома,
- В 1978—1983 годах — проректор Куйбышевского медицинского института.
- В 1983—1987 годах — ректор Рязанского медицинского института.
- В 1987 году — начальник Главного управления учебных заведений министерства здравоохранения СССР.
- 1987—1988 гг. — заместитель министра здравоохранения СССР.
- В 1988—1990 годах — первый заместитель министра здравоохранения СССР.
- В 1990—1991 годах — министр здравоохранения СССР.

С декабря 1991 года — проректор, первый проректор Московской медицинской академии им. И. М. Сеченова (2004—2011).
- С 2011 года — советник при ректорате первый МГМУ им. И. М. Сеченова Минздрава России. Одновременно с 1992 года являлся заведующим кафедрой семейной медицины этого вуза.

Игорь Николаевич Денисов является доктором медицинских наук, профессором, академиком РАМН, академиком РАН, лауреатом премии правительства РФ 2002 года
Член КПСС с 1967 года. Член ЦК КПСС в 1990—1991 годах.
Скончался 17 ноября 2021 года на 81-м году жизни. Похоронен на Хованском кладбище (Центральная терр., уч. 42и.

## Награды
- Орден Трудового Красного Знамени
- Орден Дружбы.
- медаль ордена "За заслуги перед Отечеством".

Лауреат премии Правительства РФ (дважды).